# Liwan
För andra betydelser, se Liwan (olika betydelser).
Liwan är ett stadsdistrikt i centrala Guangzhou i provinsen Guangdong i sydöstra Kina.
På ön Shamian, som är belägen i distriktet, bedrevs en stor del av Guangzhous handel med västvärlden från 1700-talet och framåt. När Guangzhou öppnades som en fördragshamn efter opiumkriget öppnade Storbritannien och Frankrike koncessioner på ön och det finns fortfarande många västerländska byggnader kvar sedan den koloniala tiden.

## Administrativ indelning
Liwan är indelat i 22 stadsdelsdistrikt (jiedao).
- Baihedong (白鹤洞街道)
- Caihong (彩虹街道)
- Chajiao (茶滘街道)
- Changhua (昌华街道)
- Chongkou (冲口街道)
- Dongjiao (东漖街道)
- Dongsha (东沙街道)
- Duobao (多宝街道)
- Fengyuan (逢源街道)
- Hailong (海龙街道)
- Huadi (花地街道)
- Hualin (华林街道)
- Jinhua (金花街道)
- Lingnan (岭南街道)
- Longjin (龙津街道)
- Nanyuan (南源街道)
- Qiaozhong (桥中街道)
- Shamian (沙面街道)
- Shiweitang (石围塘街道)
- Xicun (西村街道)
- Zhanqian (站前街道)
- Zhongnan (中南街道)